# Zbór Kościoła Zielonoświątkowego „Charisma” w Krotoszynie
Zbór Kościoła Zielonoświątkowego „Charisma” w Krotoszynie – zbór Kościoła Zielonoświątkowego w RP znajdujący się w Krotoszynie, przy ulicy Benickiej 37. Pod względem administracyjnym należy do okręgu zachodniowielkopolskiego. Zbór liczy około 180 wiernych.
Zbór powstał w roku 1983. W 1985, gdy zbór liczył około 25 osób, zakupiono działkę z domkiem jednorodzinnym, który zaczął pełnić rolę kaplicy. W latach 1985–1993 pastorem był Remigiusz Trawiński. Od 1993 pastorem jest Janusz Lindner. Na koniec 2010 zbór skupiał 184 wiernych, w tym 112 ochrzczonych członków. W 2010 przystąpiono do budowy większego obiektu, na 250 osób, który został otwarty w styczniu 2012.
Obecnie zbór liczy 118 członków, na szkółkę niedzielną uczęszcza 65 dzieci.
Zbór jest jednym z ważniejszych w Polsce ośrodków tzw. „ruchu wstawienników” (w KZ najważniejszym). Słynie z rozbudowanej demonologii, w której ważną rolę odgrywają prywatne objawienia. Twierdzi, że nie tylko opętania są problemem, znacznie częściej dochodzi do sytuacji, że osoby nieopętane mają zdemonizowane niektóre sfery życia. Pastor Janusz Lindner uczestniczy w międzyzborowych i międzykonfesyjnych konferencjach poświęconych demonom. Działalność Lindnera jest krytycznie oceniana w Kościele Zielonoświątkowym. Pastor Lindner propaguje pogląd, że Biblia musi być weryfikowana przez doświadczenie.